# Posthomerica
Posthomerica (em grego: οἱ μεθ᾿ ῞Ομηρονλόγοι) é um poema épico escrito por Quinto de Esmirna, provavelmente escrito na última metade do século IV. O poema narra o período intermediário entre a morte de Heitor e a queda de Troia. Os quatro primeiros livros, que cobrem o mesmo fundamento que a vinda de Memnon de Arctino, de Mileto, descrevem as valentes ações e mortes de Pentesileia, a amazona, de Mêmnon, filho da manhã, e de Aquiles, e os jogos fúnebres em honra de Aquiles. Os livros cinco a doze cobrem o mesmo assunto da “Pequena Ilíada” de Lesches, do período da disputa entre Ájax e Odisseu pelas armas de Aquiles, o suicídio de Ájax após a sua derrota, as façanhas de Neoptólemo, Eurípilo e Dêifobo, as mortes de Páris e Enone, até a construção do cavalo de madeira. Os livros restantes, cobrindo mesmo campo como a “Destruição de Troia” de Arctino, relatam a captura de Troia por meio do cavalo de madeira, o sacrifício de Polixena no túmulo de Aquiles, a partida dos gregos, e sua dispersão pela tempestade."